# انارشیرین (بشاگرد)
انارشیرین (جاسک)، روستایی از توابع بخش بشاگرد شهرستان جاسک در استان هرمزگان ایران است.

## جمعیت
این روستا در دهستان گوهران قرار دارد و براساس سرشماری مرکز آمار ایران در سال ۱۳۸۵، جمعیت آن ۲۷ نفر (۱۱خانوار) بوده‌است.